# Ditangium insigne
Ditangium insigne är en svampart som beskrevs av P. Karst. 1870. Ditangium insigne ingår i släktet Ditangium och familjen Sebacinaceae.   Inga underarter finns listade i Catalogue of Life.